# Seborrhoisches Ekzem

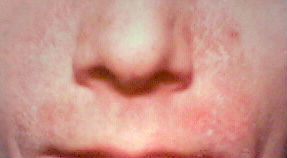
Seborrhoisches Ekzem im Gesicht

Akutes Seborrhoisches Ekzem auf der Kopfhaut

Als Seborrhoisches Ekzem oder Seborrhoische Dermatitis oder Morbus Unna wird ein Hautausschlag (Ekzem) bezeichnet, der besonders auf der Kopfhaut und im Gesicht auftritt und meist mit Schuppungen verbunden ist. Eine spezielle Form des Ausschlags bei Neugeborenen, das seborrhoische Säuglingsekzem, ist unter dem volkstümlichen Namen Milchschorf bekannt.

## Epidemiologie
Die Erkrankung kommt oft bei Säuglingen im Alter von weniger als drei Monaten vor. Daneben tritt das Seborrhoische Ekzem bevorzugt um das 4. Lebensjahrzehnt auf. Ca. 5 % der Gesamtbevölkerung leiden an einer behandlungsbedürftigen Form. Die Prävalenz in Mitteleuropa liegt bei 3–10 % der Bevölkerung. Es sind mehr Männer als Frauen betroffen. Bei Patienten mit erworbener Immundefizienz (z. B. AIDS) steigt die Inzidenz deutlich auf 30–80 % an. Die Hauterkrankung ist durch Perioden der Verschlimmerung und Besserung gekennzeichnet.

## Symptome und Beschwerden
Es entsteht ein Hautausschlag (häufig mit gelblichen Schuppen), der die behaarte Kopfhaut (Gneis) und angrenzende Bereiche, die Haut um die Nase, das Kinn, die Augenbrauen, die Augenlider und die Haut um die Ohren betreffen kann. In schweren Fällen können auch das Brustbein und der Rücken entlang der Wirbelsäule betroffen sein. Ein starker Juckreiz kann auftreten, aber auch völlig fehlen.

## Folgen und Komplikationen
Durch Kratzen kann die geschwächte Haut verletzt werden und sich zusätzlich entzünden und bluten. Eine zusätzliche bakterielle Besiedlung ist möglich. Die betroffenen Stellen können kosmetisch sehr beeinträchtigen, verheilen aber in aller Regel ohne Narbenbildung.

## Ursachen
Die Pathogenese des Seborrhoischen Ekzems ist nicht vollständig geklärt. Es werden mehrere Ursachen angenommen.
Eine Hauptursache kann eine erhöhte Talgproduktion und die dadurch bedingte Zunahme der Besiedlung mit Malassezia-Hefen sein. Man ging davon aus, dass die Hautausschläge eine Reaktion auf Stoffwechselprodukte des Hefepilzes Malassezia furfur (vormals Pityrosporum ovale genannt) sind. Inzwischen ist bekannt, dass mehrere Malassezia-Hefen beteiligt sind. Diese eigentlich harmlosen Besiedler der menschlichen Haut vermehren sich bei den Betroffenen übermäßig und erreichen so Krankheitswert, indem sie zu Entzündungen und Ekzemen führen.
Der Zustand des zentralen Nerven- und des Immunsystems scheint von Bedeutung zu sein. Das Seborrhoische Ekzem tritt vermehrt beim Morbus Parkinson und bei AIDS-Patienten auf. Auch Stressfaktoren scheinen eine Rolle zu spielen.
Nach Schätzungen verfügen etwa die Hälfte aller Menschen über eine genetische Prädisposition für die Erkrankung. Das bedeutet aber keineswegs, dass sie auch tatsächlich erkranken.
Schwitzen, atmungsinaktive Kleidung oder Okklusion durch ungeeignete, d. h. zu fettige Hautpflegeprodukte begünstigen bei Erkrankten die Symptome.

## Diagnose
Durch die charakteristisch betroffenen Hautpartien und den typisch wechselnden Verlauf der Erkrankung kann der Hautarzt normalerweise schnell auf eine seborrhoische Dermatitis schließen. Im Zweifelsfall kann eine Biopsie Klarheit bringen.

## Therapie
Ziele der Behandlung sind, die sichtbaren Zeichen zu entfernen und weitere Symptome wie Erytheme und Pruritus zu mindern bzw. zu beseitigen. Dies beinhaltet, die Talgproduktion zu reduzieren, die Besiedlung mit Malassezia-Hefen zu vermindern und die Entzündung zu kontrollieren. Da es sich um eine meist chronische Erkrankung handelt, ist häufig eine Erhaltungstherapie angezeigt. Bei Babys ist der Verlauf dagegen selten chronisch.

### Antimykotika
Antimykotische Arzneimittel führen zu einer therapeutischen Wirkung, indem die Besiedlung mit Malassezien reduziert wird.
Wirkstoffe:
Azole: Ketoconazol, Bifonazol, Clotrimazol, Econazol, Isoconazol und Sertaconazol
Ciclopirox

### Calcineurin-Inhibitoren
Calcineurin-Inhibitoren wirken immunsuppressiv und antientzündlich.
- Wirkstoffe:
  - Pimecrolimus: Der äußerlich angewendete Immunmodulator Pimecrolimus wirkt gegen die Entzündungsreaktion und zeigte in Studien eine Besserung des seborrhoischen Ekzems.[11] Er wird in Verbindung mit Lithiumsuccinat und Zinksulfat als Therapiemaßnahme empfohlen.
  - Tacrolimus: Der äußerlich angewendete Immunmodulator Tacrolimus zeigte in Studien eine Besserung des seborrhoischen Ekzems, wobei neben einer antiinflammatorischen auch eine fungizide Wirkung gegenüber Malassezia furfur nachgewiesen werden konnte.[11]

### Natriumbituminosulfonat
Natriumbituminosulfonat wirkt antiseborrhoisch, antimykotisch, antiinflammatorisch und antibakteriell.

### Kortikoide
Glucocorticoidhaltige Cremes (etwa mit dem Wirkstoff Clobetasolpropionat) sind eine Therapieoption, die bezüglich der Symptome des seborrhoischen Ekzems schnell Linderung verschafft. Falls sie nur kurzzeitig angewendet werden, halten sich die Nebenwirkungen in Grenzen. Längerfristiges (z. B. Monate, bzw. mehr als 14 Tage am Stück) oder unkontrolliertes Verwenden solcher Präparate kann unerwünschte Folgen, insbesondere auch für die behandelte Haut, haben.

### Stiefmütterchenkraut (Viola tricolor)
Stiefmütterchenkraut wirkt antiphlogistisch, antioxidativ und cortisonähnlich. Die Wirksamkeit bei Ekzemen konnte im Tierversuch bestätigt werden, es wird zur Behandlung leichter seborrhoischer Hauterkrankungen positiv bewertet. Während der Blütezeit zwischen Mai und August werden die oberirdisch wachsenden Pflanzenteile gesammelt und zur Droge weiterverarbeitet. Die Anwendung kann als Teeaufguss innerlich und äußerlich erfolgen, zudem existieren Shampoo und Hautöl als Fertigarzneimittel. Unerwünschte Wirkungen, Kontraindikationen sowie Sensibilisierungen sind nicht bekannt.

### Topische Therapie – behaarte Kopfhaut
Die Kopfhaut sollte immer mitbehandelt werden, da sich auch hier Malassezien befinden.
Für die behaarte Kopfhaut werden spezielle Shampoos oder Cremes eingesetzt.
Wirkstoffe:
Ketoconazol wirkt antimykotisch.
Octopirox (bzw. Pirocton-Olamin) wirkt antimykotisch, antibakteriell und zusätzlich antiinflammatorisch.
Natriumbituminosulfonat wirkt antiseborrhoisch, antimykotisch, antiinflammatorisch und antibakteriell.
In leichteren Fällen helfen Anti-Schuppen-Haarshampoos, beispielsweise mit Zink-Pyrithion.
Shampoos mit dem Wirkstoff Salicylsäure werden empfohlen. Dadurch werden die Hornschichten aufgeweicht und ein Peeling (Abrubbeln toter Hautschichten) erleichtert.

### Systemische Behandlung
Die Therapie des Seborrhoischen Ekzems erfolgt in erster Linie lokal.
Bei stark ausgeprägten Befunden und häufigen Rezidiven wird auf systemische Antimykotika zurückgegriffen.

### Medizinische Hautpflege
Für die Reinigung sollte ein seifenfreies Syndet mit einem leicht sauren pH-Wert verwendet werden. Für die Gesichtspflege kann generell eine leichte Emulsion, Creme oder Gel mit geringem Fettgehalt gewählt werden.
Kosmetische Produkte (z. B. Cremes, Lotionen) mit dem Wirkstoff Harnstoff (Urea) zeigen je nach Schwere ebenfalls Erfolge. Sie helfen, akute Zustände zu mildern oder ohne weitere Medikation abklingen zu lassen.

## Vorbeugung
Regelmäßige Aufenthalte an der Sonne sind dem Abheilen der Symptome sehr förderlich, auch UV-Strahlung (besonders im Winter) wird von vielen Ärzten empfohlen. Der Grund dafür ist, dass die UV-Strahlung das Wachstum des Hefepilzes Malassezia furfur hemmt, der als Auslöser des Ausschlages vermutet wird.
Durch einen sehr kurzen Haarschnitt (dadurch kommt mehr Luft und Sonne an die betroffenen Stellen) und durch häufiges Haarewaschen, spätestens alle zwei Tage, können die Symptome gemildert werden.

## Handelsnamen

### Monopräparate
- Calcineurin-Inhibitoren (verschreibungspflichtig, Off-Label): Protopic®, Elidel®
- Natriumbituminosulfonat: Ichthoderm® (D), Ichthomed
- Antimykotika: Nizoral® (CH, D) (Off-label), Terzolin® (D), Selergo® (D)